# Lawrence Barrett

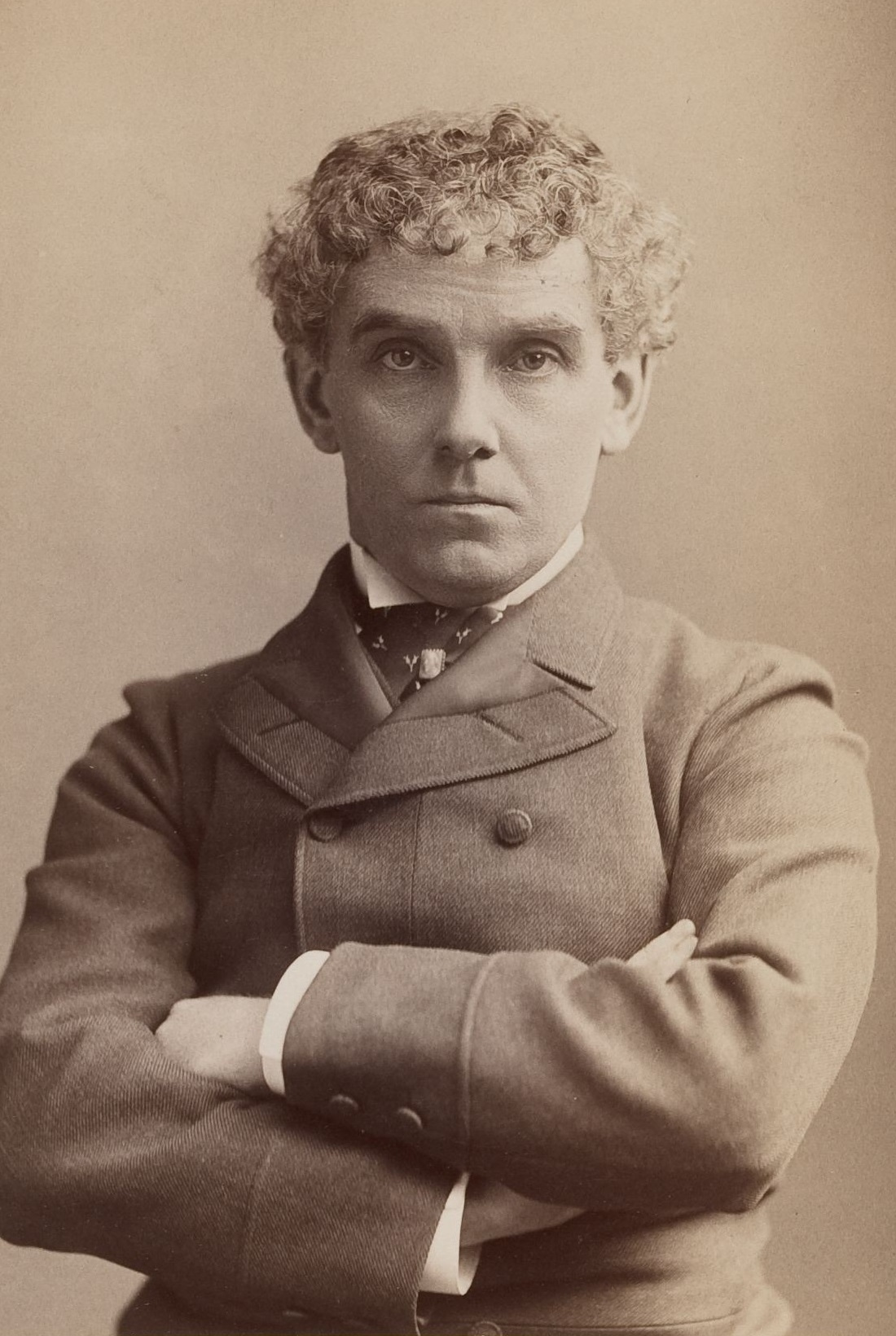
Lawrence Barrett, 1891 oder früher

Lawrence Barrett (* 4. April 1838 in Paterson; † 20. März 1891 in New York City) war ein US-amerikanischer Schauspieler.

## Leben und Werk
Barrett stammte väterlicherseits von einem verarmten irischen Einwanderer ab. Schon mit 10 musste er arbeiten. Er war fast komplett selbstgebildet und musste sich selbst das Lesen beibringen. Von früh an war er ein Freund der Werke Shakespeares.
1853, mit 15, begann seine Karriere als Schauspieler mit der Rolle des Murad im Theaterstück The French Spy im Metropolitan Theatre in Detroit. Ein Jahr später wurde er vom Grand Opera House in Pittsburgh angeheuert. 1856 oder 1857 spielte er das erste Mal in New York City in der Rolle des Sir Thomas Clifford im Stück The Hunchback beim Burton’s Theatre. Später im Jahr spielte er beim Metropolitan. In diesen frühen Rollen spielte er oft mit berühmten Schauspielern, die seinen Stil stark beeinflussten. 1858, beim Boston Museum, spielte er erstmals Hauptrollen in Stücken wie Romeo und Julia oder Ingomar. Kurz vor dem Ausbruch des Sezessionskrieges spielte er das erste Mal die Rolle des Cassius in Shakespeares Julius Caesar; eine Rolle, für die er später berühmt werden würde. Auf der Bühne konnte er die Bewunderung der Schauspieler Edwin Forrest und Edwin Booth gewinnen. Letzterer wurde bald sein Kollege, mit dem er in vielen Aufführungen von Shakespeares Stücken auftrat. Z. B. spielte Barrett Cassius und Booth Brutus, oder Barrett Othello und Booth Iago. Ab 1877 trat Barrett immer häufiger in moderneren Stücken auf, wie in einem Revival des 1862 von George Henry Boker geschriebenen Francesca da Rimini. Die Krönung seiner Karriere war eine Zusammenarbeit mit Booth, für die er vom 12. September 1886 bis zum 18. März 1891 mit ihm durch die USA reiste und Stücke wie Hamlet, Macbeth, Othello, Der Kaufmann von Venedig, Julius Caesar, King Lear, Catherine and Petruccio und David Garrick. Sie erhielten glänzende Rezensionen. Er verstarb aufgrund einer plötzlichen Krankheit zwei Tage nach einem Auftritt während dieser Tour.
Barrett leitete mehrere Theater, so z. B. das Varieties Theatre in New Orleans.
Während des Sezessionskriegs diente er zehn Monate lang in der 28th Massachusetts Regiment. Seine Enkelin Edith Barrett wurde ebenfalls Schauspielerin.